# ICOMMPR
Het International Committee for Marketing and Public Relations (ICOMMPR) is het internationale comité voor marketing en publieke relaties van de International Council of Museums (ICOM, Internationale Raad van Musea).
Het is opgericht in 1977 op initiatief van Jan Jelínek ter promotie van de internationale museale sector en is adviseur van ICOM voor in- en externe communicatie. Het comité heeft enkele honderden leden uit de hele wereld en organiseert jaarlijkse congressen en publiceert diverse monografieën.

## Jaarlijkse congressen
ICOMMPR organiseert elk jaar congressen met een specifiek thema. Het meest recente congres was van 24 tot 28 oktober 2015 in Armenië met als thema "Opkomende trends".
De vorige congressen (locaties en thema's) waren:
- 2014 – Taiwan, Museum branding: Herdefiniëren van musea in de 21ste eeuw[4]
- 2013 – Rio de Janeiro, Sociale veranderingen
- 2012 – Palermo, Creative communicatie[5]
- 2011 – Brno, Meten (en promoten) van museumsucces
- 2010 – Shanghai, Communicatie voor een nieuw publiek
- 2009 – Moskou en Jasnaja Poljana, Musea en toerisme
- 2008 – Paraty en Rio de Janeiro, Communicatie van cultureel erfgoed voor de jongere generatie[6]
- 2007 – Wenen, Marketing voor het erfgoedbehoud[7]
- 2006 – Mombasa, Het Publiek: Segmentatie van focusgroepen
- 2005 – Tampere, Communicatie als voordeel voor het museum
- 2004 – Seoul, Het managen van het museummerk[8]